# Étienne Becays
Étienne Becays, né le 14 septembre 1870 à Figeac (Lot) et décédé le 28 août 1955 dans la même ville, est un homme politique français.

## Biographie
Avocat à Figeac en 1894, il exerce jusqu'en 1926. Il est conseiller général du canton de Figeac-Est de 1911 à 1919 et député du Lot de 1906 à 1919, inscrit au groupe radical.

## Sources
- Ressource relative à la vie publique :   - Base Sycomore
- « Étienne Becays », dans le Dictionnaire des parlementaires français (1889-1940), sous la direction de Jean Jolly, PUF, 1960 [détail de l’édition]